# ハワード・マークス
ハワード・スタンリー・マークス（Howard Stanley Marks、1946年4月22日 - ）は、アメリカ合衆国の投資家、著述家。シティバンクの役員を務めた後、1985年にTCWグループに加わり、ハイイールド (High Yield)、コンバーティブル・セキュリティーズ (Convertible Securities)、ディストレスト・デット (Distressed Debt) などのグループを組織し、主導した。1995年に、TCW を離れ、オークツリー・キャピタル・マネジメントの共同創設者となった。2011年には、『フォーブス』誌のアメリカ人長者番付で、アメリカ合衆国で273位となる、総資産15億ドルと報じられ、2015年には、同じく338位となる、総資産19.5億ドルと報じられた。
投資家の間では、マークスが顧客に詳細な投資戦略や経済情勢への洞察を伝える「オークツリー・メモ (Oaktree memos)」で知られており、2011年に『投資で一番大切な20の教え―賢い投資家になるための隠れた常識 (The Most Important Thing: Uncommon Sense for the Thoughtful Investor)』を出版した（日本語訳は2012年）。このほかにも投資関係の著書が複数ある。

## 生い立ちと教育
ハワード・マークスは1946年に生まれ、ニューヨーク市クイーンズ区で育った。彼の一家は民族的にはユダヤ系であったが、クリスチャン・サイエンスの信仰の下で育てられた。大学はペンシルベニア大学のウォートン・スクールで学び、1967年に財政学専攻でクム・ラウデ（優等賞）を得て卒業したが、副専攻は日本学であった。23歳のとき、シカゴ大学ブース・スクール・オブ・ビジネスで会計学とマーケティングを学び、経営学修士 (MBA) を取得し、ジョージ・ヘイ・ブラウン賞 (George Hay Brown Prize) を受賞した。その後、ニューヨークに戻って働き始め、1980年にカリフォルニア州ロサンゼルスヘ移った。マークスはCFA協会認定証券アナリスト である。